# Daimler DS420

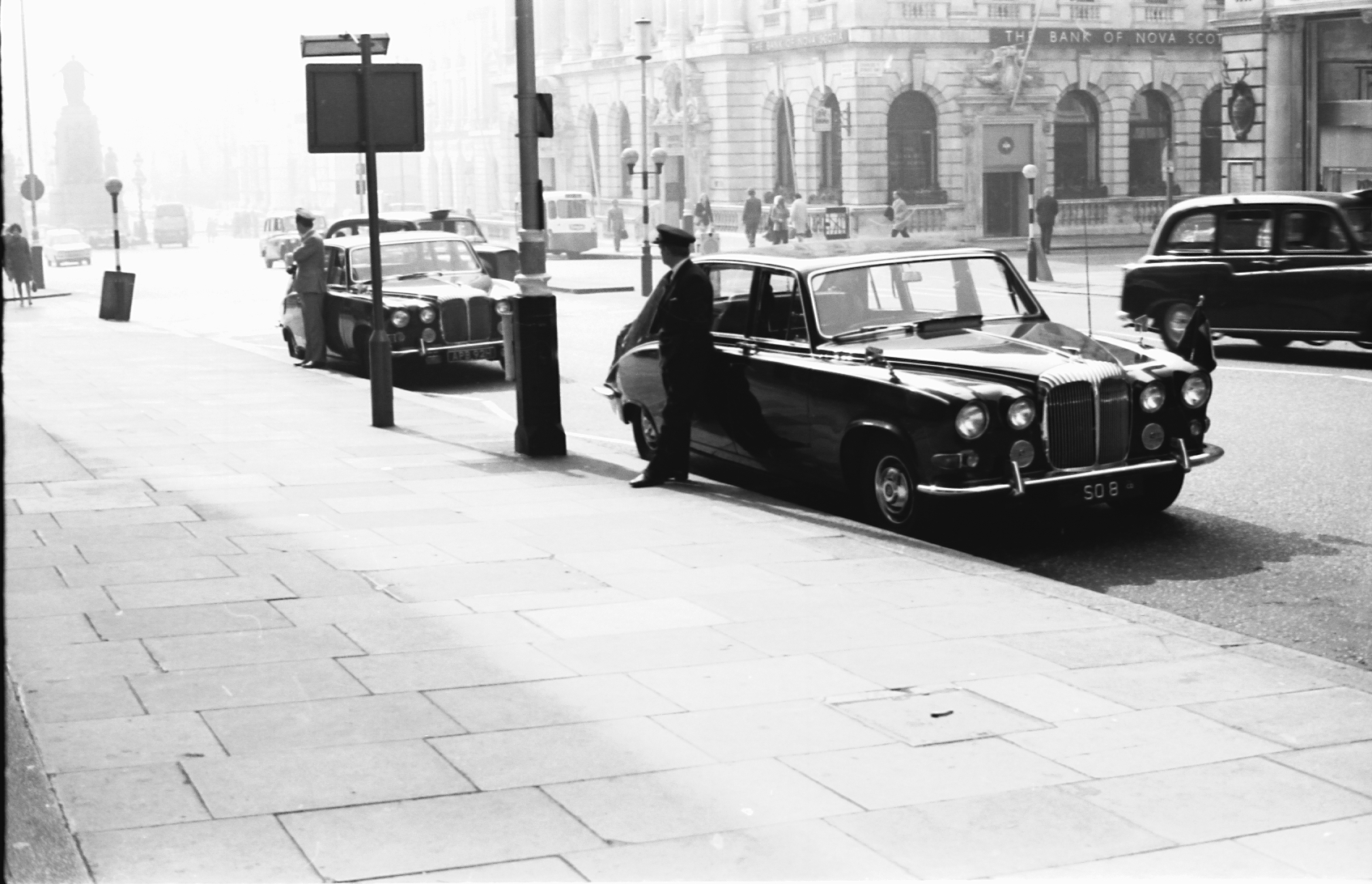
Daimler DS 420 mit Chauffeur in London (1974)

Der Daimler DS 420, auch bekannt als Daimler Limousine, ist eine viertürige Pullman-Limousine mit fünf Sitzen und zwei klappbaren Notsitzen vor der Rückbank, die Daimler auf Jaguar-Basis im Jahre 1968 auf den Markt brachte. Es wurden bis zum Produktionsende 1992 insgesamt 5043 Fahrzeuge hergestellt (offizielle Gesamtstückzahl laut Jaguar). Der britische Karosseriebauer Vanden Plas produzierte 4116 Fahrzeuge, der Rest wurde von Jaguar selbst produziert.

## Modellgeschichte
Dieses Spitzenmodell der Daimler Motor Company wurde im Jahre 1968 als Nachfolger des Daimler DR450, einer Pullmann-Ausführung des Majestic Major, vorgestellt. Der DS 420 basiert technisch auf dem Jaguar Mark X (genauer auf dessen Facelift 420 G) mitsamt dessen aufwändiger Hinterachs-Konstruktion. Ihn treibt ein Sechszylinder-Reihenmotor von Jaguar mit zwei obenliegenden Nockenwellen (DOHC) und 4235 cm³ Hubraum an, der anfangs 137 kW (186 DIN-PS) leistete. Dies ist die gleiche Variante der XK-Motorenbaureihe von Jaguar, die auch im XJ 6 4.2 Litre zum Einsatz kam. Der DS 420 war ausschließlich mit Dreigang-Automatikgetriebe von General Motors erhältlich. Das Fahrzeug erreicht damit eine Höchstgeschwindigkeit von 180 km/h.
Die Karosserie des DS 420 war konservativ gestaltet. Das Design wurde bei Daimler selbst entwickelt. Die Heckpartie nahm aber Bezug auf frühere Luxuskarosserien von Hooper Coachbuilders.
Der DS 420 verfügte über insgesamt 7 Sitzplätze (davon 2 klappbare Notsitze). Eine kürzere, fünfsitzige „Close-Coupled“-Ausführung wurde geplant, aber nicht realisiert. Eine Landaulette mit über den Rücksitzen zurückklappbarem Verdeck wurde 1973 vorgestellt, entstand aber nur in zwei Exemplaren. Es gibt jedoch eine Reihe nachträglicher Umbauten, die nicht vom Werk selbst ausgeführt wurden. Eine Reihe von DS-420-Limousinen wurden von unabhängigen Karosserieherstellern wie Startin in Birmingham oder Woodall Nicholson in Halifax zu Bestattungsfahrzeugen umgebaut.
Von diesem großen und schweren Wagen (Leergewicht: 2100 kg) wurden 250 Stück pro Jahr auf Bestellung in Einzelanfertigung hergestellt. Bis 1979 wurden Lackierung und Innenausstattung bei Vanden Plas durchgeführt. Nach dem Ende von Vanden Plas wurden die Fahrzeuge ab 1980 komplett bei Jaguar in Coventry gefertigt. Als dieses Modell nach 24 Jahren Bauzeit im Jahre 1992 eingestellt wurde, waren genau 5043 Stück (4116 Limousinen und 927 Spezialkarosserien) entstanden. Im letzten Fahrzeug war zugleich das letzte Exemplar der seit 1948 von Jaguar produzierten XK-Motoren verbaut.

## Berühmte Besitzer
Daimler ist die einzige Automarke, welche alle fünf Monarchen des Vereinigten Königreiches im 20. Jahrhundert beliefert hat. Diese Vorliebe wurde von Monarchen auf der ganzen Welt geteilt. Rolls-Royce hingegen war lange bei Königshäusern nur zweite Wahl und konnte erst durch Intervention von Prinz Philip am Britischen Königshaus Fuß fassen. Daimler hatte mit dem Nachkriegsmodell DE36 „Straight Eight“ bei Königshäusern weltweit gesehen noch die Nase vorne gegenüber dem Rolls-Royce Phantom IV. Der Daimler wurde von sechs regierenden Monarchen (König George VI., König Bhumibol Adulyadej, König Mohammed Zahir Shah, Kaiser Haile Selassie, Königin Wilhelmina und Fürst Rainier III. von Monaco) bestellt, der Rolls-Royce Phantom IV. dagegen nur von drei (dem Schah von Persien, dem Emir von Kuwait und dem König des Irak). Bei der nächsten Generation von repräsentativen Limousinen war jedoch Rolls-Royce mit dem Modell Phantom V erfolgreicher gegenüber dem Daimler DR 450. 
1968 traten beide Hersteller mit neuen Modellen erneut gegeneinander an – Rolls-Royce mit der als Phantom VI bezeichneten Überarbeitung des Phantom V und Daimler mit dem komplett neuen DS 420. Mit diesem Modell sollte es Daimler wieder gelingen, ein repräsentatives Modell herauszubringen.

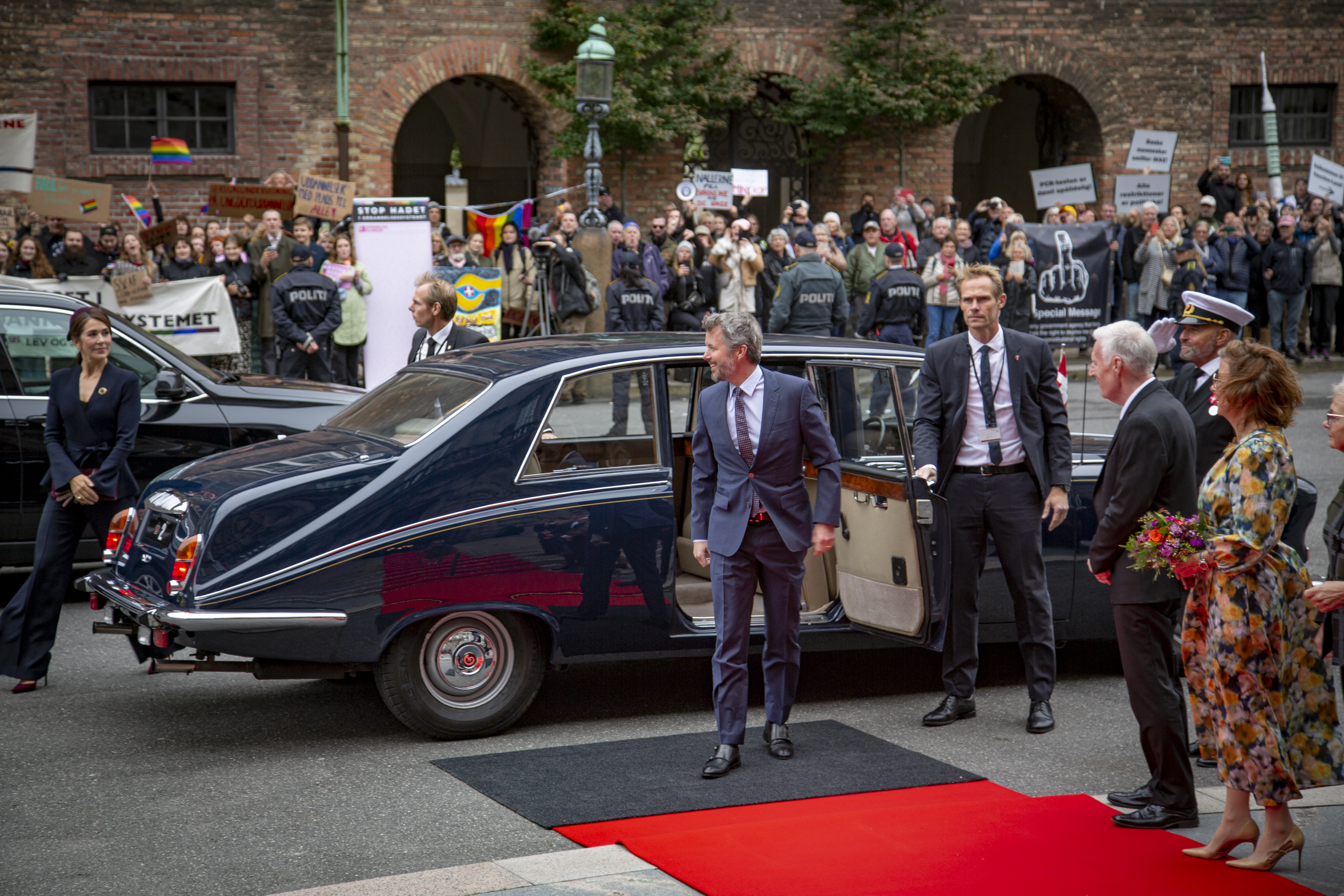
Kronprinz Frederik entsteigt einem DS420 des dänischen Königshauses

König Frederik IX. von Dänemark machte den Anfang, er durfte bei einem Besuch in London das allererste Vorserienexemplar benutzen. Dieses blieb ihm offenbar in bester Erinnerung, denn er erhielt im März 1970 einen Vorführwagen des Werks in klassisch schwarzer Lackierung. Diese erste Lieferung an einen König war Daimler eine eigene Darstellung wert. Die Limousine spielte bis in die jüngste Zeit eine besondere Rolle und diente nach König Frederik seiner Nachfolgerin Königin Margrethe II., der Witwe und Ex-Königin Ingrid, Kronprinz Frederik bei seiner Hochzeit im Jahre 2004 mit Mary Donaldson und in weiterer Folge Prinz Joachim und Prinzessin Marie. Diese erste DS 420 Limousine, die an ein Königshaus erging, gehört bis heute zum Fuhrpark der Königin.
Fürst Rainier III. von Monaco flog selbst nach England, um seine Daimler Limousine persönlich mit einem Frachtflugzeug im November 1970 abzuholen. Seine DS 420 war in der Farbkombination „Seide“ (eine Farbtonmischung aus Gold, Silber und Blassgrün) und Schwarz lackiert und trug ein kleines Blaulicht auf dem Dach. Sie diente ihm bis zu seinem Tod im Jahre 2005 als Staatslimousine und kann als Teil des von ihm gegründeten Automobilmuseums in Monte Carlo besichtigt werden.
Die Königinmutter Elizabeth Bowes-Lyon (Queen Mum) galt als der größte Liebhaber dieses Modells. Sie besuchte das Werk von Vanden Plas, um das für sie bestimmte Modell noch in der Produktionsphase zu besichtigen und brachte dabei letzte persönliche Gestaltungswünsche an. Ihr dienten zwischen 1970 und ihrem Tod 2002 nicht weniger als fünf Exemplare in Folge (ausgeliefert 1970, 1978, 1983, 1986 und 1992), jeweils mit dem Kennzeichen „NLT 2“ und alle in der Zweifarb-Lackierung „Schwarz über Königlichem Weinrot“. Das letzte Exemplar vermachte sie dem „Jaguar Daimler Heritage Trust“, der es in seiner Sammlung in Gaydon oder bei Veranstaltungen der Öffentlichkeit präsentiert.
König Hussein von Jordanien entschied sich ebenfalls noch 1970 für eine Daimler Limousine, die in der Farbe „Sand“ gehalten war. Mit ihr wurde auch der heutige König Abdullah einst zur Schule gebracht. Auch diese Limousine kann besichtigt werden – im Königlichen Automobilmuseum in Amman.
Großherzog Jean von Luxemburg wählte 1970 einen Daimler DS 420 zur Staatslimousine und übernahm das Exemplar, das in „Westminster Blau“ gehalten war, im Jahr darauf. Es diente ihm bis 1988, ehe er ein neues Exemplar in derselben Farbgebung übernahm.
Sultan Quabus ibn Sa’id Al Sa’id von Oman war der nächste Königliche Kunde, ihm wurden im Januar 1972 gleich zwei Limousinen in schwarzer Lackierung ausgeliefert.
Nach dem Tode ihres Vaters König Frederik IX im Jahre 1972 übernahm seine Tochter als Königin Margrethe II. auch die 1970 in Dienst gestellte schwarze Daimler Limousine. Da diese aber auch der Witwe und Ex-Königin Ingrid diente, war Bedarf nach einem weiteren Exemplar gegeben. Dieses, ebenfalls in schwarzer Lackierung, wurde im Juni 1974 geliefert. Mit ihm verband sie private und berufliche Verpflichtungen, begleitete etwa damit ihre Söhne zur Schule und nahm anschließend öffentliche Termine wahr.
König Yahya Petra Ibni Almarhum Ibrahim von Malaysia war der erste Monarch aus dem Fernen Osten, der eine Daimler DS 420 Limousine bestellte und in der zweiten Jahreshälfte 1977 übernahm.
Ihm folgte Sultan Hassanal Bolkiah von Brunei, der seine Daimler Limousine von 1981 jedoch in England registrieren ließ, wo er mehrere Wohnsitze hat.
1984 sollte zu einem ganz wichtigen Jahr für Daimler werden, denn in diesem Jahr ging die erste Bestellung von Königin Elizabeth II. ein. Das Modell war vor allem als standesgemäßes Transportmittel für Prinz Charles und seine junge Gemahlin Lady Diana im Einsatz. Wie schon die Limousine des Prinzen von Monaco und die Modelle der Königinmutter zuvor trug es ein Blaulicht am Dach.
1986 war in Dänemark die Zeit reif, ein neues Modell zu ordern, um eine der beiden Limousinen zu ersetzen, die in häufigem Betrieb waren. Abgelöst wurde aber das jüngere und nicht das ältere Modell, mit dem Königin Margarethe II wohl zu viel mit ihrem Vater König Frederik IX verband. Das neue Modell war in Abkehr von der bisherigen Tradition in „Westminster Blau“ gehalten.
1987 markierte das 35-jährige Thronjubiläum von Königin Elizabeth II. und damit einen Anlass für die Erneuerung ihres Fuhrparks. Zwei Vanden Plas Princess wurden durch eine Daimler-DS420-Limousine und einen Rolls-Royce Phantom VI ersetzt – eine salomonische Lösung im Wettstreit der beiden britischen Premiummarken. Der Daimler kam öfter zum Einsatz, unter anderem für die Familie des Prince of Wales – Prinz Charles, Lady Diana und ihre beiden Söhne Prinz William und Prinz Henry („Harry“), für die die kleinen Klappsitze wie maßgeschneidert wirkten. Am häufigsten nahm damit Sarah Ferguson, die Herzogin von York, Termine wahr. Auch die Königin selbst war damit unterwegs, wenn der Anlass nicht die Benutzung des State Car erforderte. Wer den Wagen benutzte, konnte man am Wappen am Dach erkennen, das hinter dem Blaulicht positioniert war. Das Wappen der Königin kam nur zum Einsatz, wenn sie selbst persönlich den Wagen benutzte, wie etwa am 40. Jahrestag ihrer Thronbesteigung. Wenn andere Familienmitglieder den Wagen benutzten, kam entweder ihr personalisiertes Wappen zum Einsatz, das in Details von jenem der Königin abweicht, oder in der überwiegenden Mehrzahl der Fälle das Wappen mit der „Vice Regal Crown“. Das fand sich auch dann am Wagen, wenn andere/bürgerliche Würdenträger befördert wurden. Das Spektrum war dabei weit – es umfasste die Private-Secretaries der Königin, ihre Ladies-in-waiting, ihre Mistress of the Robes und die Ehegatten von Staatspräsidenten, die mit Prinz Philip im Daimler dem State Car mit der Königin bei einem Staatsbesuch folgten. Die Limousine von 1987 war das erste Exemplar der neuesten (und zugleich letzten) Modellgeneration, welches an ein Königshaus ging.
Diese überarbeitete Form fand auch Gefallen am schwedischen Königshaus, wo man 1950 auch einen Daimler zur Staatslimousine erwählt hatte, der nun freilich schon etwas jüngere Entlastung gut gebrauchen konnte. Die schwarz lackierte DS 420 Limousine für König Carl XVI. Gustav von Schweden wurde im Oktober fertiggestellt und in der Folge übergeben.
Auch in Luxemburg bestellte Großherzog Jean ein Modell der überarbeiteten Form der Limousine als Ersatz für das Exemplar von 1971, erneut in der Farbe „Westminster-Blau“. Die Übernahme erfolgte im September 1988.
Zu diesem Zeitpunkt hatte die Queen schon ein paar Tage ihre dritte Limousine erhalten, die im August 1988 das erste Exemplar von 1984 ablösen sollte. Es war bis auf ein kleines Detail im Interieur optisch identisch mit der Limousine von 1987. Im Jahre 1992 wäre diese Geschichte einer königlichen Vorliebe für ein bestimmtes Automobilmodell für gewöhnlich zu Ende gewesen, denn es wurde in diesem Jahr die Produktion eingestellt. Aus diesem Anlass wurden der Königin zwei der vier letzten produzierten Exemplare von Daimler zum Geschenk gemacht, das dritte Exemplar ging an die Königinmutter, das vierte in das Werksmuseum.
Königin Margarethe II. von Dänemark hätte auch gerne noch ein weiteres Exemplar ab Werk gehabt, kam jedoch zu spät. Der Daimler-Importeur für Schweden hatte 1987 neben dem Exemplar für König Carl Gustav noch ein weiteres Modell geordert, welches er in Reserve hielt und das so gut wie keine Laufleistung aufzuweisen hatte. Dieses hatte mit „Westminster-Blau“ genau die von Margarethe gewünschte Farbe. Angesichts der engen familiären Beziehungen zwischen dem Schwedischen und dem Dänischen Königshaus war die Exportfreigabe auch höheren Ortes gesichert und Königin Margarethe II. hat seit 1994 einen dritten DS 420. Sie wurde damit aber nicht automatisch und sofort zur Nummer 1. Bei der Hochzeit des Thronfolgers 2004 kam diese begehrte Rolle dem ältesten Daimler im Fuhrpark zu. Die meiste Zeit aber wurde das jüngste Modell für die täglichen Fahrten der Königin zu Repräsentationsterminen herangezogen. Um 2010 wurde die Limousine von 1986 schließlich offiziell an das Thronfolgerpaar abgetreten.
Auch die Daimler Limousine von Großherzog Jean ging im Jahr 2000 auf seinen Sohn und Amtsnachfolger Großherzog Henri über, der sie bis zum heutigen Tag als Staatslimousine nutzt. Das Kennzeichen wechselt dabei nach dem Einsatzzweck. Beim Empfang von Staatsbesuchen und am Nationalfeiertag ist eine Krone auf dem Kennzeichen, im „Alltagsbetrieb“ hingegen nur die Ziffer „1“. Bei der Hochzeit des Thronfolgers Seiner Königlichen Hoheit des Erb-Großherzogs Guillaume mit Stephanie de Lannoy im Oktober 2012 trug die Daimler Limousine ein Kennzeichen mit den Farben Orange und Blau, die für das Haus Weilburg-Nassau stehen. Bei der Hochzeit des Neffen des Großherzogs, der dem Hause Habsburg zugehörig ist, trug der Daimler die entsprechenden Farben Schwarz und Gelb auf dem Kennzeichen. Wenn die Daimler Limousine außerhalb Luxemburgs unterwegs ist, trägt sie ein Diplomatenkennzeichen.
Mit diesen Lieferungen an nicht weniger als zehn regierende Monarchen stellte die Daimler Limousine nicht nur den Phantom VI, der es nur zu Lieferungen an den König von Thailand und den Sultan von Brunei brachte, in den Schatten, sondern auch alle anderen Modelle der Automobilgeschichte. Es zeugt von der besonderen Bedeutung dieses Modells, dass es in der Gunst der Königshäuser bis heute an der Spitze rangiert und damit die 2008 eingestellte Marke Daimler überlebt hat – auch das ist einzigartig in der Automobilgeschichte. Vor diesem Hintergrund kann man die DS 420 Limousine als das bedeutendste Modell von Daimler/Coventry bezeichnen.

## Galerie

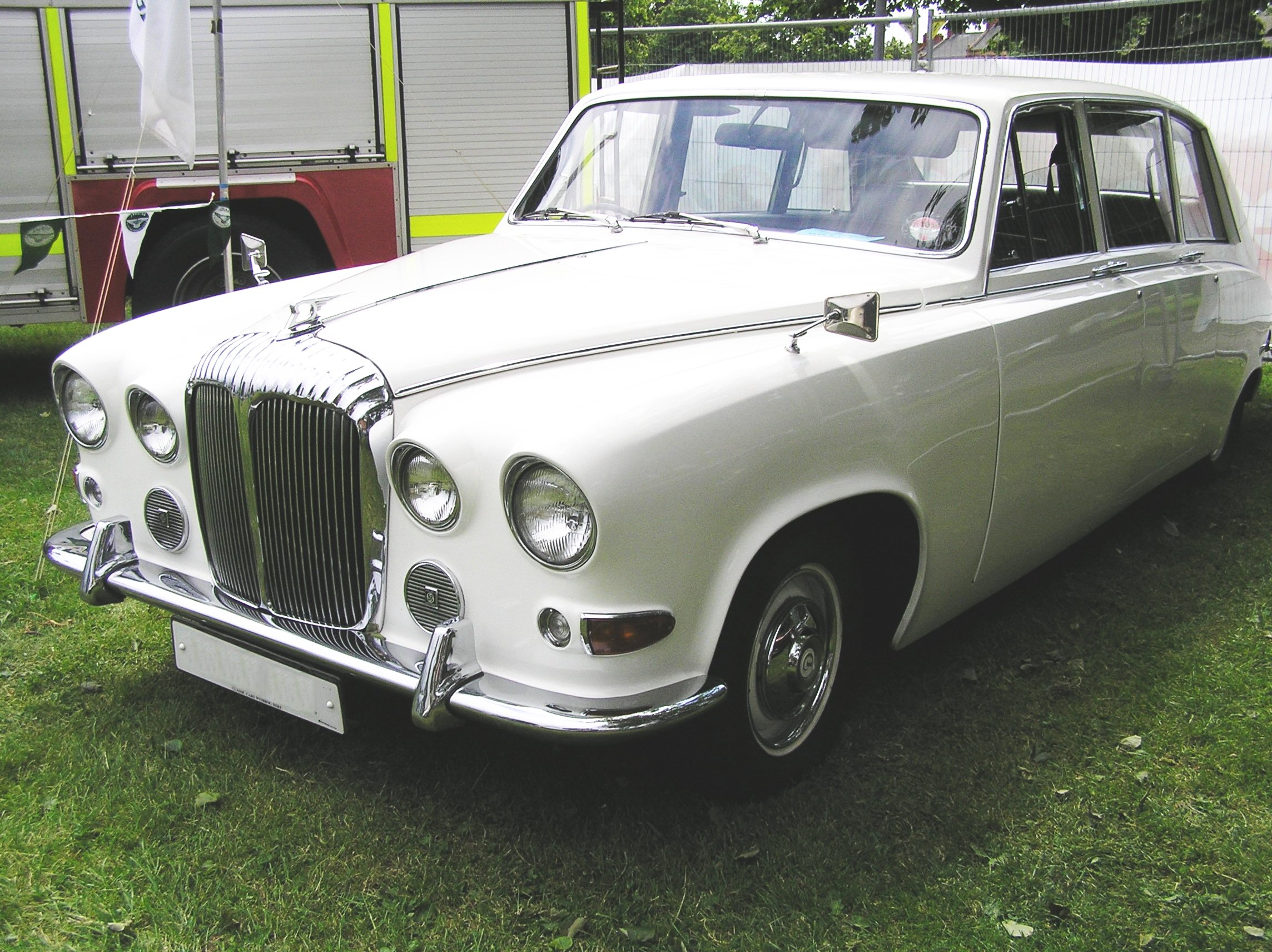
Daimler DS 420 (1968)
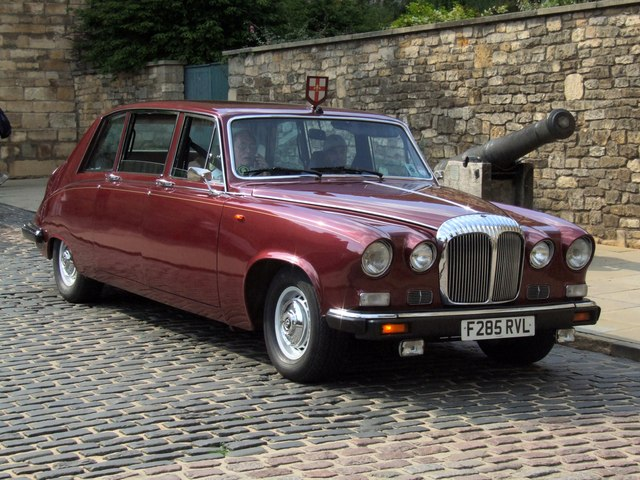
Daimler DS 420
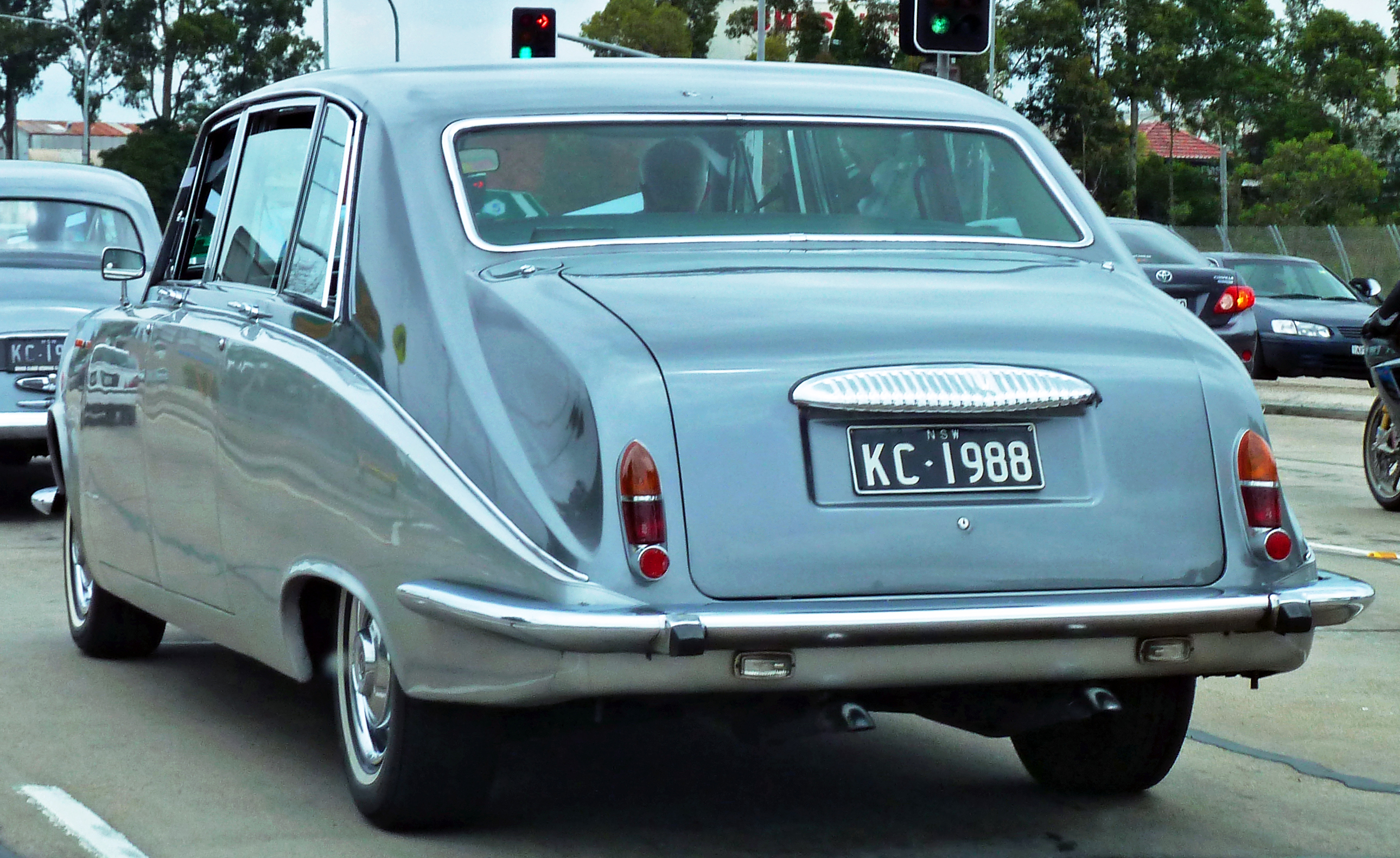
Das „Hooper-Heck“
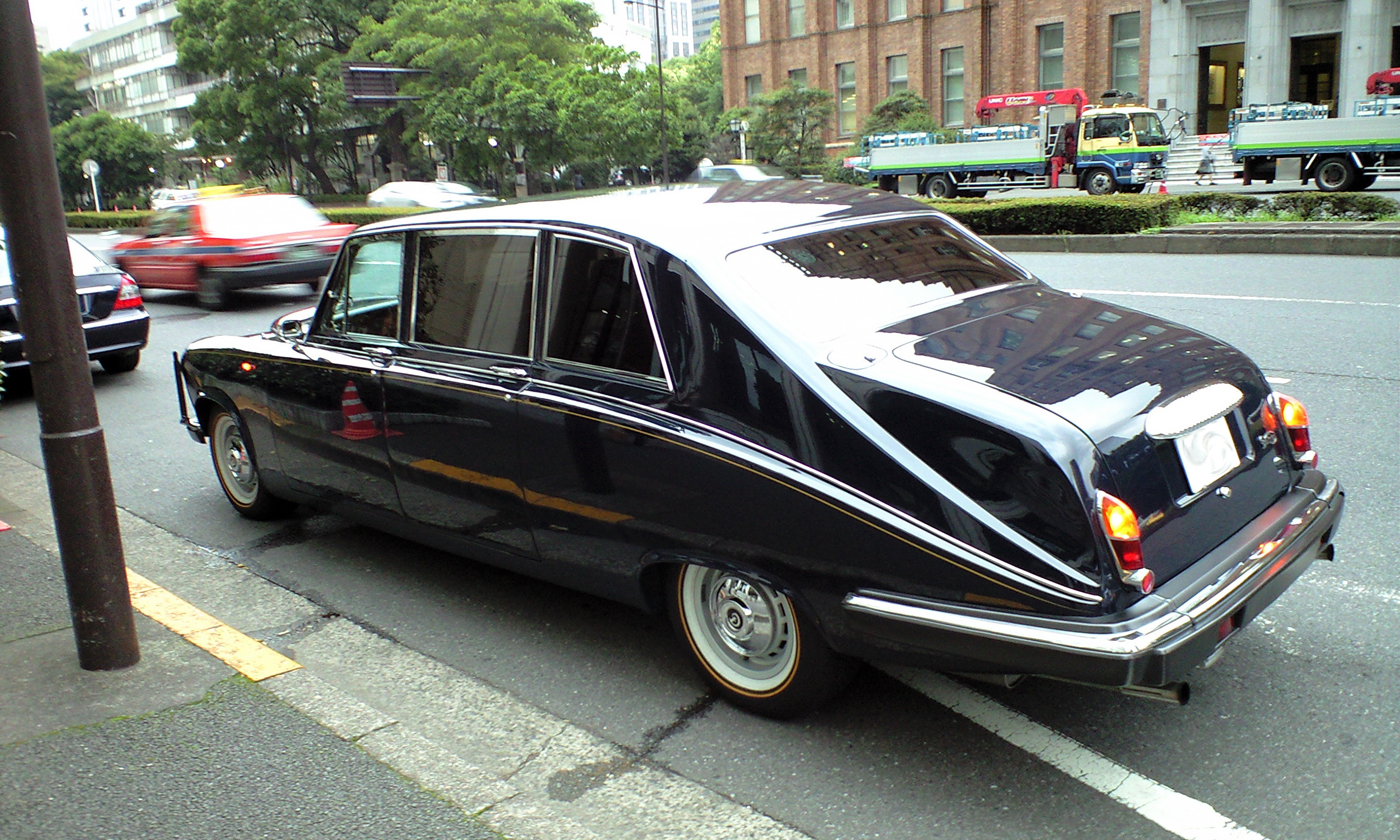
Heckansicht
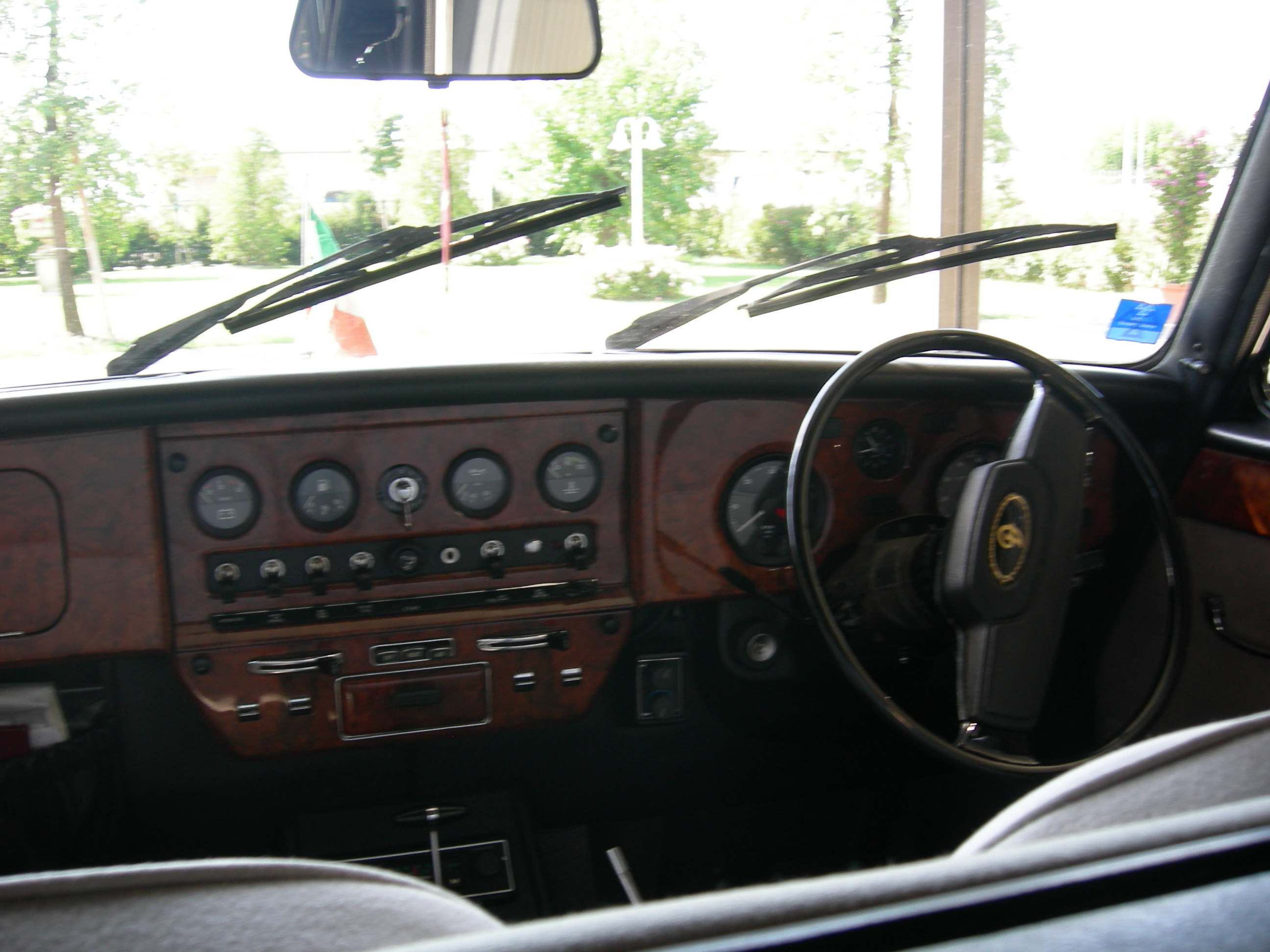
Sitzplatz des Chauffeurs
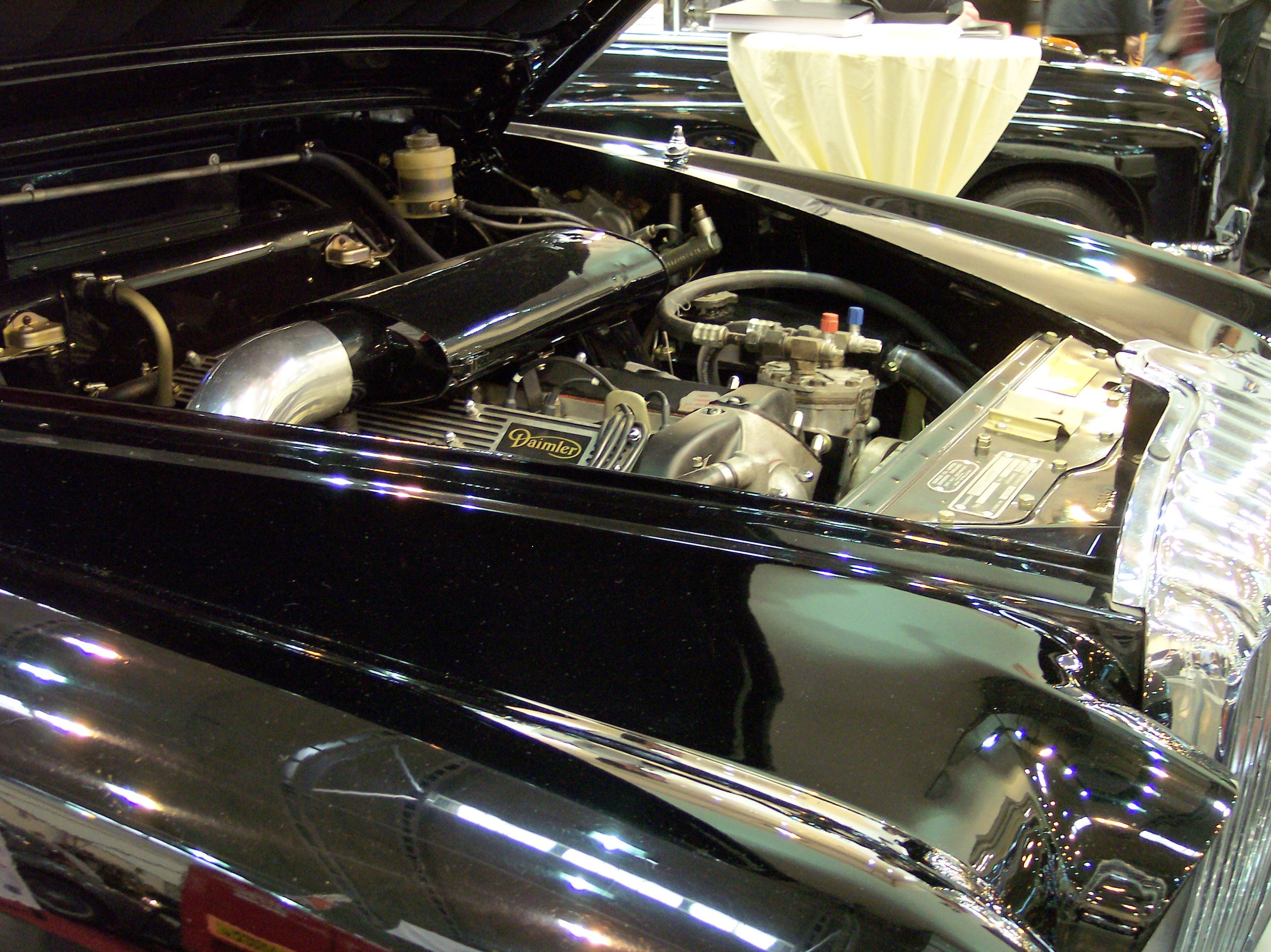
Motorraum

## Technische Daten
| Technische Daten Daimler Limousine (1987) | |
| Daimler                                   | Limousine |
| Motor:                                    | 6-Zylinder-Reihenmotor (Viertakt)                                                                                                 |
| Hubraum:                                  | 4235 cm³ |
| Bohrung × Hub:                            | 92,1 × 106 mm |
| Leistung bei 1/min:                       | 123 kW (167 PS) bei 4250 |
| Max. Drehmoment bei 1/min:                | 309 Nm bei 3000 |
| Verdichtung:                              | 7,5:1 |
| Gemischaufbereitung:                      | 2 Horizontalvergaser SU |
| Ventilsteuerung:                          | DOHC, Antrieb über Kette |
| Kühlung:                                  | Wasserkühlung |
| Getriebe:                                 | Borg-Warner-Dreigang-Automatik Hinterradantrieb                                                                                   |
| Radaufhängung vorn:                       | Dreiecklenker, Schraubenfedern |
| Radaufhängung hinten:                     | Doppelquerlenker: Antriebswellen oben, Führungsarme mit 2 Scharniergelenken unten, Längslenker, je 2 Schraubenfedern, Hilfsrahmen |
| Bremsen:                                  | Scheibenbremsen rundum (vorne innenbelüftet, Durchmesser v/h 28,4/26,3 cm), Servo                                                 |
| Lenkung:                                  | Kugelumlauflenkung, servounterstützt                                                                                              |
| Karosserie:                               | Stahlblech, selbsttragend |
| Spurweite vorn/hinten:                    | 1470/1470 mm |
| Radstand:                                 | 3580 mm |
| Abmessungen:                              | 5740 × 1995 × 1620 mm |
| Leergewicht:                              | 2140–2160 kg |
| Höchstgeschwindigkeit:                    | 177 km/h |
| 0–100 km/h:                               | ca. 12 s |
| Verbrauch (Liter/100 Kilometer):          | 19,9 |